# Темно-Осинова
Те́мно-Оси́нова (рос. Тёмно-Осинова) — присілок у складі Горноуральського міського округу Свердловської області.
Населення — 14 осіб (2010, 4 у 2002).
Національний склад станом на 2002 рік: росіяни — 100 %.